# 位相共役
数学において位相共役（いそうきょうやく、英語: topologically conjugate）とは、2つの写像の軌道が定性的に同じ関係であることを示す概念である。力学系理論における基礎的な概念の一つ。位相共役の関係によって、解析が容易な写像から他の写像の性質を導けるといった利点がある。他には、力学系の構造安定性の定義付けを与える。
位相共役の関係は、2つの写像を関係づける同相写像の存在によって定義される。もし2つの力学系が位相共役ならば、それぞれの力学系は同じ性質の軌道を同じ数持つ。連続力学系の場合は、時間の変数変換を許す位相同値という関係も用いられる。

## 定義
X と Y を位相空間とし、f : X → X と g : Y → Y を連続写像とし、これらによって定義される力学系 (X, f ) と (Y, g) を考える。このとき、X から Y への同相写像 h : X → Y が存在して
を充たすとき、2つの力学系 (X, f ) と (Y, g) は位相共役（英語: topologically conjugate）である、あるいは f と g が（h によって）位相共役であると言う。ほかには位相的に共役や単に共役であると言ったりすることもある。位相共役の関係を与える同相写像 h を位相共役写像（英語: topological conjugacy）と言う。

位相共役の関係を表す可換図式

ここで、上式 (1-1) の ∘ は写像の合成を表し、x ∈ X とすると h ∘ f (x) = h (f (x)) である。h が同相写像であるとは、h が全単射かつ連続写像で、なおかつ逆写像 h−1 も連続写像であることを言う。同値な定義だが、f と g が h によって位相共役であるとは
を充たす同相写像 h が存在することを言う。ここで、h−1 は h の逆写像を表す。位相共役の関係によって可換図式が成立する。
写像 h が同相写像であることを要請せず、f : X → X と g : Y → Y が単に連続写像かつ全射である h : X → Y によって式 (1-1) を充たすときは、f は g に位相半共役あるいは半共役（英語: semi-conjugate）と言う。半共役の関係を与える連続な全射 h を位相半共役写像あるいは半共役写像（英語: semi-conjugacy）と言う。

### 微分同相写像の場合
f と g が h によって位相共役であることは h が一般的に可微分であることまでは要求しないが、場合によっては h が可微分で、h−1 も可微分であることも考えられる。このような同相写像を微分同相写像と言い、特に、同相写像が r 回連続微分可能で、その逆写像も r 回連続微分可能なときは C r 微分同相写像と言う。
ℝ を実数全体の集合とし、写像 f と g を n 次元ユークリッド空間 ℝn 上の C r 微分同相写像 f : ℝn → ℝn と g : ℝn → ℝn とする。このとき、C k 微分同相写像 h : ℝn → ℝn が存在し、
式 (1-1) を充たすとき、f と g は（h によって）C k 共役または可微分共役であると言う。

### 線型写像の場合
写像 f と g が位相共役で、その位相共役写像 h が線型写像であるとき f と g は線型共役（英語: linearly conjugate）であると言う。ℝn 上の場合、写像 L : ℝn → ℝn が線型写像であるとは
- L(x + y) = L(x) + L(y) ただし x, y ∈ ℝn
- L(cx) = cL(x)  ただし c ∈ ℝ, x ∈ ℝn

を充たすことである。
ℝn 上の線型写像 L は、実数を成分とする n × n 行列 A を用いて、
と表わされる。ここで、x は ℝn の要素で、n × 1 列ベクトルである。一般的に、異なる正方行列 A1 と A2 があって、
を充たすような正則行列 G が存在するとき、A1 と A2 は相似であると言う。
ℝn 上の線型写像 L1(x) = A1x と L2(x) = A2x が線型共役で、その位相共役写像を P(x) = Gx で表すとする。このとき、式 (1-2) より
となるので、ℝn 上の線型写像 L1 と L2 が線型共役であるとは、それらを定義する行列 A1 と A2 が相似で、式 (1-5) を充たすような行列 G が存在することとも言い換えられる。

### 連続力学系の場合
以上の説明は、反復合成から定義される離散力学系の場合であった。一方、力学系の時間を実数として、位相群 ℝ の位相空間 X への作用として定まるのが連続力学系である。連続力学系は流れとも呼ばれ、連続写像 φ : ℝ × X → X あるいは φt : X → X（t ∈ ℝ）によって与えられる。流れを φt(x)（x ∈ X）とも表し、全ての t と x で定義されていると仮定する。
X と Y を位相空間とし、φ : ℝ × X → X と ψ : ℝ × Y → Y  を流れとする。 このとき、同相写像 X ∋ x ↦ h(x) ∈ Y が存在して
を充たすとき、φ と ψ は位相共役であると言う。
流れは、典型的には微分方程式（あるいは微分方程式によって定義されるベクトル場）によって生成される。φ を C r 級ベクトル場  = f (x) によって生成される流れとし、ψ を C r 級ベクトル場  = g (y) によって生成される流れとするとき、C k 微分同相写像 h が式 (1-6) を充たすとき、φ と ψ はC k 共役であると言う。
流れの位相共役は、時間 t の変数変換も許さずに片方の軌道をもう片方の軌道に重ね合わせることができるというであり、制約が強い。そのため流れの場合には、制約がもう少し弱い位相同値という位相的分類がよく用いられる。流れ φ : ℝ × X → X と ψ : ℝ × Y → Y について、同相写像 h : X → Y があって、φ の各軌道が ψ の各軌道の上へ、向きが保たれながら h によって写されるとき、φ と ψ は位相同値であると言う。また、このような同相写像 h を位相同値写像と言う。φ の軌道を Oφ ⊂ X とし、ψ の軌道を Oψ ⊂ Y とする。正確には、すべての x ∈ X に対して h が
を充たし、さらに φ と ψ が定める軌道の向きを保つとき、φ と ψ は位相同値であると言う。h が C k 微分同相写像で式 (1-7) を充たすときは、φ と ψ はC k 同値であると言う。
時間の変数変換を明示的に使った位相同値の定義は次のようになる。時間の変数変換を表す連続関数を α : ℝ × X → ℝ とする。φ と ψ が位相同値であるとは、同相写像 h と連続関数 α(t, x) が存在して、すべての x ∈ X と t ∈ ℝ について
を充たすときを言う。ただし、軌道の向きを保つという条件のために、α(t, x) は x を固定したときに t に関して単調増加である。

## 基本的な性質
位相共役であることは同値関係に該当する。すなわち、写像 f と g に対してh ∘ f = g ∘ h を充たすようなある同相写像 h が存在することを一つの二項関係として f ∼ g と表せば、関係 ∼ は
- 反射律：f ∼ f
- 対称律：f ∼ g ならば g ∼ f
- 推移律：f ∼ g かつ g ∼ k ならば f ∼ k

という同値律を充たす。したがって、位相空間 X 上の連続写像全体の集合を Map (X, X) と表すと、同値関係 ∼ による Map (X, X) の同値類は位相的には同じである力学系の集まりを意味する。
力学系理論の主な興味関心は、軌道の性質を理解することにある。もし2つの力学系が位相共役ならば、それぞれの力学系は同じ性質の軌道を同じ数持つ。具体的には g = h ∘ f ∘ h −1 より、g 2 = h ∘ f ∘ h −1 ∘ h ∘ f ∘ h −1 = h ∘ f 2 ∘ h −1 であるから、任意の n ∈ ℤ について
および
が成り立つ。したがって、f の軌道を Of ⊂ X とし、g の軌道を Og ⊂ Y とすれば、
が成り立ち、h は f の軌道を g の軌道の上へ写像する。したがって、位相共役写像 h により、f の不動点、周期点、ω 極限点、α 極限点などは、g の同種の相空間上の点へ写される。h によって、f の不動点の全体集合、周期点の全体集合、極限集合、非遊走集合、鎖回帰集合などが、g の同種の集合へと写される。f が稠密な周期点の集合を持つならば、g も稠密な周期点の集合を持つ。f が位相推移的ならば g も位相推移的で、f が拡大的（分離的）ならば g も拡大的となる。最終的に周期的な軌道や漸近的な軌道が f に存在すれば、h はそれらを g の同種の軌道に写す。
離散力学系の周期軌道（周期点）は、位相共役写像によって同じ周期の軌道が対応する。f と g が h によって位相共役のとき、p が f の 周期 m の周期点だとしたら、h(p) は g の周期 m の周期点である。連続力学系の場合も、位相共役写像によって同じ周期の軌道が対応する。流れ φ と ψ が h によって位相共役のとき、f の 周期 T の周期軌道は h によってg の 周期 T の周期軌道に写される。しかし、φ と ψ が位相同値のときは、f の周期軌道は h によってg の周期軌道に写るが、周期は一致するとは限らない。逆に言えば、このような周期が一致しなくてよいという性質によって、位相共役よりも位相同値の制約は弱く、流れの位相的分類では位相同値の方が使いやすいことが多い。
可微分共役の場合は、不動点および周期点でのヤコビ行列の固有値も一致する。写像 f(x) のヤコビ行列を Df(x) のように表す。 可微分写像 X ∋ x ↦ f(x) ∈ X と Y ∋ y ↦ g(y) ∈ Y が、微分同相写像 X ∋ x ↦ h(x) ∈ Y によって位相共役であるとき、
が成立する。一般に、正方行列が式 (1-4) を充たすとき、行列 A1 と A2 の固有値は同じとなる。したがって、式 (2-4) より、Df n(x) と Dg n(y) の固有値は一致する。よって、可微分共役には不動点および周期点での微分の一致という要求が充たされる必要がある。これは、軌道の位相的特性を調べるには強過ぎる条件となる。そのため、力学系が定性的に同じことを表す位相共役の関係は、単なる同相写像の存在を条件としている。
位相的エントロピーについても位相共役であれば不変となる。f と g をコンパクトハウスドルフ空間 X, Y上の連続写像とし、同相写像 k : X → Y によって位相共役であるとする。それぞれの位相的エントロピーを h(f) と h(g) と表せば、h(f) = h(g) である。さらに、いくつかの制約のもと位相半共役でも位相的エントロピーは不変となる。f と g をコンパクト距離空間 (X, d1), (Y, d2) 上の連続写像とし、全射の連続写像 k : X → Y によって位相半共役であるとする。k が一様連続で有限対1であれば、h(f) = h(g) が充たされる。

## 例
2つの写像が与えられたとき、一般的に言って、それらの位相共役写像が具体的に得られることは少ない。例えば、実数直線上の2次関数
と
は
によって位相共役である。
全ての１変数２次関数同士の場合は、片方を適当に平行移動させれば、それらは線型共役になる。a, b, c, r, s, t を定数係数とすれば、 
と
は、
であれば、
によって位相共役である。
写像 (3-1) はロジスティック写像とも呼ばれ、テント写像と呼ばれる写像とも位相共役な関係にあることで知られる。すなわち、単位区間 [0, 1] = I 上のテント写像を T : I → I とすると、
と
は、
によって位相共役である。写像 (3-10) は I から I への同相写像で I 上の至る所で微分可能だが、その逆写像 h−1(x) は x = 0 と x = 1 で微分可能ではない。つまり、この例は、位相共役だが可微分共役ではない例となっている。このように多くの場合では単に同相な位相共役写像が存在する。それでも2つの力学系の軌道を対応付けるのに充分に役立つので、力学系理論では通常の位相共役の定義に微分同相写像までは要求しない。
力学系では、与えられた系を記号力学系で表現して調べるという手段が有効である。テント写像 (3-8) に対して、その i 回反復合成がT i (x) ∈ [0, 1/2] ならば si = 0 とし、 T i (x) ∈ (1/2, 1] ならば si = 1 とし、 初期値 x の軌道を 0 と 1 の無限列に置き換える。この置き換えを
という写像で表す。あらゆる 0 と 1 の無限列の全体の集合を Σ2 で表せば、φ(x) は I から Σ2 への写像となっている。列を一つずつ左にずらす Σ2 からそれ自身のシフト写像
を用意すると、テント写像 T と σ は φ によって位相共役である。
位相半共役の関係の場合は次のような例がある。S1 を S1 = {cos θ + i sin θ : θ ∈ ℝ} で定義される複素平面上の単位円とし、S1 上の点を θ で代表させる。このとき、S1 上の写像 f : S1 → S1
と、単位区間 I 上の2次写像 g : I → I
は、余弦関数 h : S1 → I
によって位相半共役である。ほとんどの θ について h は2対1写像であり、h は同相写像ではない。

## 応用

### 構造安定性
位相共役の概念を使って、構造安定の概念が定式化できる。構造安定とは、ある力学系に小さい変化あるいは摂動が加わったとしても本質的に同じ挙動が保たれるという力学系自体の安定性の表すもので、数学以外での応用の点でも重要となる。例えば、物理学、生物学、工学で使われる微分方程式では係数が近似的にしか定まらないことが多い。よって、係数がわずかに異なった程度では解の挙動が本質的に変わらない（＝構造安定な）微分方程式が重要となる。
大雑把に言うと、ある力学系 f が構造安定であるとは、f に充分近い力学系 g は必ず f と位相共役であることをいう。正確に定義するためには、力学系の集合に C r 位相という位相を入れる必要がある。ここでは離散力学系の場合について述べる。多様体 M 上の C r 級可微分同相写像全体が成す集合を Diff r (M) と表すとする。 f ∈ Diff r (M) のC r 位相に関する近傍 𝒩 を適当にとれば、𝒩 のすべての写像 g ∈ 𝒩 が f と位相共役になるとき、f は C r 構造安定であると言う。

### 固定点周りの挙動
力学系理論では、与えられた系の軌道が定常状態に落ち着くのかという意味での安定性も関心の対象である。不動点および平衡点（以下まとめて固定点と呼ぶ）の近傍の軌道の様相を調べるために、固定点近傍で線型近似することが考えられる。このとき、固定点が双曲型であれば、固定点近傍で線型化した系は元の非線型系とある近傍内で位相共役な関係にあることが知られている。
すなわち、固定点周りの線型近似には、双曲型という条件によって数学的な正当性が与えられる。これを明確にしているのがハートマン・グロブマンの定理である。ここでは ℝn 上の離散力学系の場合についてを述べる。C r 級可微分同相写像 f : ℝn → ℝn が双曲型不動点 p を持つとする。p における f のヤコビ行列を Dfp で表す。このとき、p の近傍 𝒰 と 0 の近傍 𝒱、および同相写像 h : 𝒱 → 𝒰  が存在し、すべての x ∈ 𝒱 について f ∘ h(x) = h ∘ Dfp x が成り立つ。

### カオスの証明
2つの写像が位相共役のとき、周期点などと同様にカオスの性質も共有される。ある力学系がカオス的であることを数学的に証明する方法の一つが、位相共役の関係を利用したものである。位相共役の関係の利点は、解析が容易な写像から他の写像の性質を導ける点にある。
式 (3-12) でシフト写像による記号力学系を導入したが、カオス力学系を記号力学系に帰着させる方法は、そのカオス力学系を理解する有効な方法の一つである。記号空間 Σ2 上のシフト写像 σ : Σ2 → Σ2 はカオスの性質——具体的には位相推移性、周期点の稠密性、初期値鋭敏性——を持つ。例で記したように、テント写像 (3-8) はシフト写像と位相共役であるので、テント写像はカオスであることが導ける。
２次元写像の古典的例である馬蹄形写像も、記号力学系によってその挙動が調べられる。馬蹄形写像 F はカントール集合 × カントール集合という構造の不変集合 Λ を持つ。Σ2 を、ここでは 0 と 1 から成る両側無限列の全体の集合とする。不変集合 Λ 上に制限した F |Λ : Λ → Λ はシフト写像 σ : Σ2 → Σ2 と位相共役であり、馬蹄形写像は Λ 上でカオス的であることが分かる。 さらに一般的には、横断的なホモクリニック点の存在から記号力学系と位相共役な不変集合の存在を導ける。多様体 M 上の微分同相写像 f が双曲型不動点 p を持ち、p の横断的ホモクリニック点 q が存在するとき、充分大きな自然数 k と、p と q を含む f k の不変集合 Λ が存在して、f k|Λ : Λ → Λ は σ : Σ2 → Σ2 と位相共役である。